# Tillandsia colganii
Tillandsia colganii là một loài thuộc chi Tillandsia. Đây là loài đặc hữu của Bolivia.